# هيدرومتريك ستيشن (مقاطعة فراشبند)
هيدرومتريك ستيشن (بالإنجليزية: Hydrometric Station, Farashband)‏ هي human-geographic territorial entity تقع في فارس في إيران. يقدر عدد سكانها بـ 136 نسمة .